# Listă de comune din județul Bacău
Această listă de comune din județul Bacău cuprinde toate cele 85 comune din județul Bacău în ordine alfabetică.

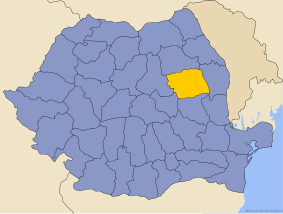
Judeţul Bacău

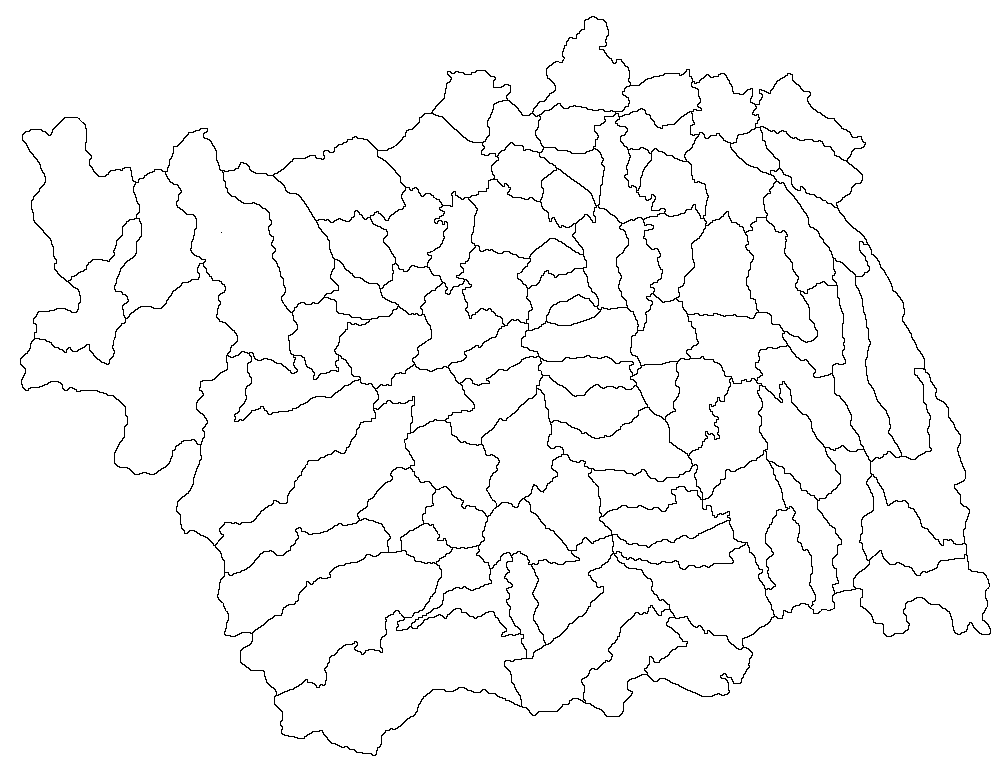
Harta judeţului cu împărţirea administrativ-teritorială pe comune

1. Agăș
2. Ardeoani
3. Asău
4. Balcani
5. Berești-Bistrița
6. Berești-Tazlău
7. Berzunți
8. Bârsănești
9. Blăgești
10. Bogdănești
11. Brusturoasa
12. Buciumi
13. Buhoci
14. Cașin
15. Căiuți
16. Cleja
17. Colonești
18. Corbasca
19. Coțofănești
20. Dămienești
21. Dealu Morii
22. Dofteana
23. Faraoani
24. Filipeni
25. Filipești
26. Găiceana
27. Ghimeș-Făget
28. Gioseni
29. Gârleni
30. Glăvănești
31. Gura Văii
32. Helegiu
33. Hemeiuș
34. Horgești
35. Huruiești
36. Itești
37. Izvoru Berheciului
38. Letea Veche
39. Lipova
40. Livezi
41. Luizi-Călugăra
42. Măgirești
43. Măgura
44. Mănăstirea Cașin
45. Mărgineni
46. Motoșeni
47. Negri
48. Nicolae Bălcescu
49. Odobești
50. Oituz
51. Oncești
52. Orbeni
53. Palanca
54. Parava
55. Parincea
56. Pâncești
57. Pârgărești
58. Pârjol
59. Plopana
60. Podu Turcului
61. Poduri
62. Prăjești
63. Racova
64. Răcăciuni
65. Răchitoasa
66. Roșiori
67. Sascut
68. Sănduleni
69. Sărata
70. Săucești
71. Scorțeni
72. Secuieni
73. Solonț
74. Stănișești
75. Strugari
76. Ștefan cel Mare
77. Tamași
78. Tătărăști
79. Târgu Trotuș
80. Traian
81. Ungureni
82. Urechești
83. Valea Seacă
84. Vultureni
85. Zemeș

## Schimbări recente
2001
- Orașul Moinești a devenit municipiu.

2003
- Satul Hemieni în comuna Pârjol s-a înființat.

2004
- Sărata s-a desprins din Nicolae Bălcescu.

2005
- Buciumi s-a desprins din Ștefan cel Mare.
- Gioseni s-a desprins din Tamași.
- Itești s-a desprins din Berești-Bistrița.
- Odobești s-a desprins din Secuieni.
- Prăjești s-a desprins din Traian.